# كنوت ألم
كنوت ألم هو منافس ألعاب قوى سويدي، ولد في 5 مارس 1889 في Huddinge Municipality ‏ في السويد، وتوفي في 3 يونيو 1969 في حي مدينة بروما ‏ في السويد.

## وصلات خارجية
- كنوت ألم على موقع أوليمبيديا (الإنجليزية)
- كنوت ألم على موقع اللجنة الأولمبية السويدية (السويدية)